# Vlag van de Kaaimaneilanden
De vlag van de Kaaimaneilanden werd aangenomen in 1959; voordien gebruikte het territorium voor alle officiële gelegenheden de Britse vlag. In 1999 werd de vlag iets gewijzigd. De vlag is een blauw Brits vaandel, dus een blauwe vlag met in het kanton de Britse vlag. Aan de rechterkant van de vlag staat het wapen van het territorium.
In de handelsvlag is het veld rood in plaats van blauw, zie het artikel Rood vaandel voor meer informatie. De gouverneur van de Kaaimaneilanden gebruikt de Britse vlag met in het midden het wapen van het territorium.

## Historische vlaggen
Oorspronkelijk werd alleen de Union Jack gebruikt op de Kaaimaneilanden. Op 3 april 1957 vroeg de wetgevende macht van de Kaaimaneilanden een wapenschild aan bij koningin Elizabeth II. Op 13 januari besloot ze dat het wapenschild op een witte schijf op een Blauw vaandel voor de eilanden moest worden gebruikt. De vlag en het wapen werden uiteindelijk in deze vorm ingevoerd op 14 mei 1958, maar pas in 1993 door een aparte wet. De wet werd herzien in 1998 en gewijzigd in 2002. Oorspronkelijk was het gebruik van de vlag alleen toegestaan voor handel en commercie. Op 25 januari 1999 verwijderde het Britse Ministerie van Defensie de witte schijf uit de vlag en vergrootte het wapenschild.

? voormalige vlag van de Kaaimaneilanden (1959-1999)
? voormalige handelsvlag van de Kaaimaneilanden (1959-1999)

## Voorgestelde vlag
James Minahan presenteert in zijn Encyclopedia of Stateless Nations deze voorgestelde onafhankelijkheidsvlag van de Kaaimaneilanden, hoewel het er niet op lijkt dat onafhankelijkheidsgroepen van de Kaaimaneilanden deze vlag gebruiken.

Onafhankelijk voorstel Kaaimaneilanden (2002)